# Roude Léiw
De Roude Léiw (El león rojo) es el nombre común que se utiliza para la insignia civil de Luxemburgo. También puede referirse más específicamente al animal heráldico de Luxemburgo, que se utiliza a menudo como emblema de varias instituciones y símbolos relacionados con Luxemburgo.
La insignia consiste en un león rojo con corona, garras y lengua doradas sobre un fondo de 10 barras horizontales de color celeste y blanco.
Utilizado desde la época medieval, la Roude Léiw se considera uno de los símbolos más antiguos y tradicionales que representan la identidad y el patrimonio del pueblo luxemburgués.

## Historia

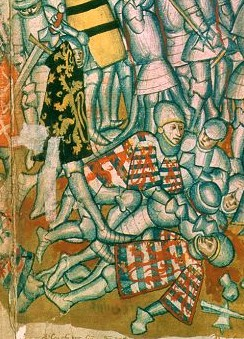
Representación de miembros de la Casa de Luxemburgo en la batalla de Worringen (1288)

La insignia se deriva del escudo de armas de Luxemburgo, cuyos orígenes se remontan al siglo XIII como escudo de armas de la Casa de Luxemburgo.
El primer soberano de la Casa de Luxemburgo del que se tiene conocimiento que utilizó un león rojo sobre un fondo de rayas azules y blancas fue Enrique V el Rubio (1216-1281), conde de Luxemburgo. Desde entonces, el diseño se ha mantenido prácticamente inalterado.
Ha sido utilizado como estandarte y escudo de los condes, y más tarde de los duques de Luxemburgo.
El 23 de junio de 1972, la Roude Léiw fue declarada por ley por primera vez símbolo oficial del Gran Ducado de Luxemburgo. Desde entonces, la Roude Léiw se utilizó como insignia naval y civil oficial de Luxemburgo. Esa Ley determina que la Roude Léiw como enseña civil tiene la forma de un estandarte de tela con las proporciones 7 a 5. Consta de diez franjas horizontales, de color azul celeste y blanco alternados. Sobre ellas se superpone un león rojo en posición de ataque mostrando una cola partida, así como una corona, garras y lengua doradas. El león está orientado hacia la derecha heráldica. Además, se observa que el reverso de la enseña está diseñado según la misma descripción.
El 27 de julio de 1993, el gobierno luxemburgués expidió una reglamentación por la cual se especifican los matices cromáticos de los colores de la bandera nacional de Luxemburgo y de la enseña civil. La reglamentación define los tonos de color autorizados utilizando el esquema Pantone como tonos rojo Pantone 032C, azul Pantone 299C y amarillo Pantone 116C.
| Esquema | Rojo | Azul celeste | Amarillo |
| ------- | ---- | ------------ | -------- |
| Pantone | 032C | 299C         | 116C     |

El 5 de octubre de 2006, se presentó un proyecto de ley que pretendía sustituir la bandera tricolor nacional de Luxemburgo por la Roude Léiw. Su impulsor, el diputado Michel Wolter (CSV) argumentó que la bandera tricolor se confunde fácilmente con la bandera nacional de los Países Bajos, siendo la única diferencia los tonos más claros de rojo y azul. Esto daría lugar a mucha confusión en un entorno internacional, donde la bandera de Luxemburgo es mucho menos reconocida. Además, Wolter argumentó que el valor histórico de la Roude Léiw era mucho mayor en contraste con la bandera tricolor, que sólo se remontaba a la Revolución belga. La iniciativa fue rechazada.

## Galería

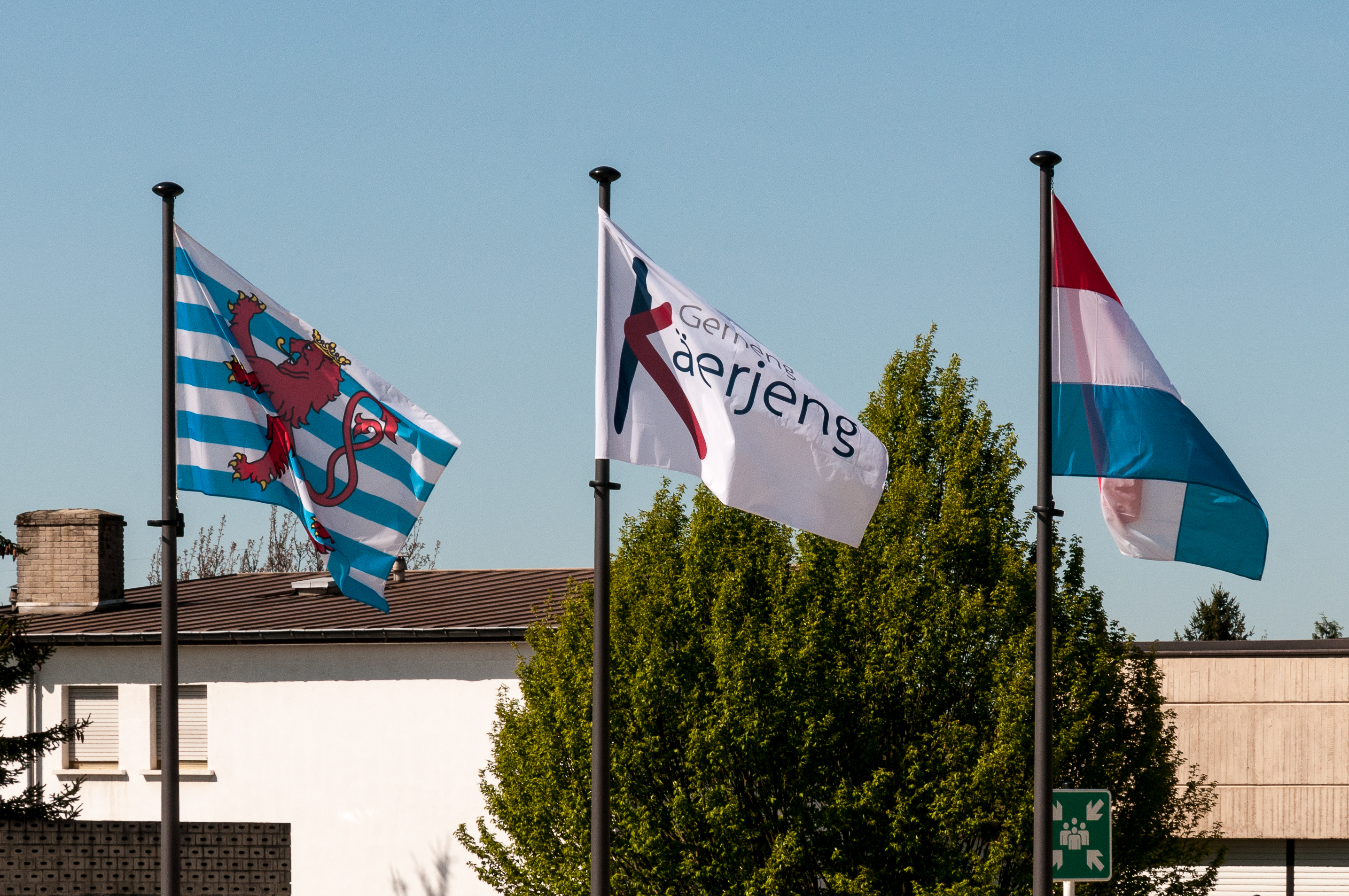
Roude Léiw junto a la bandera nacional
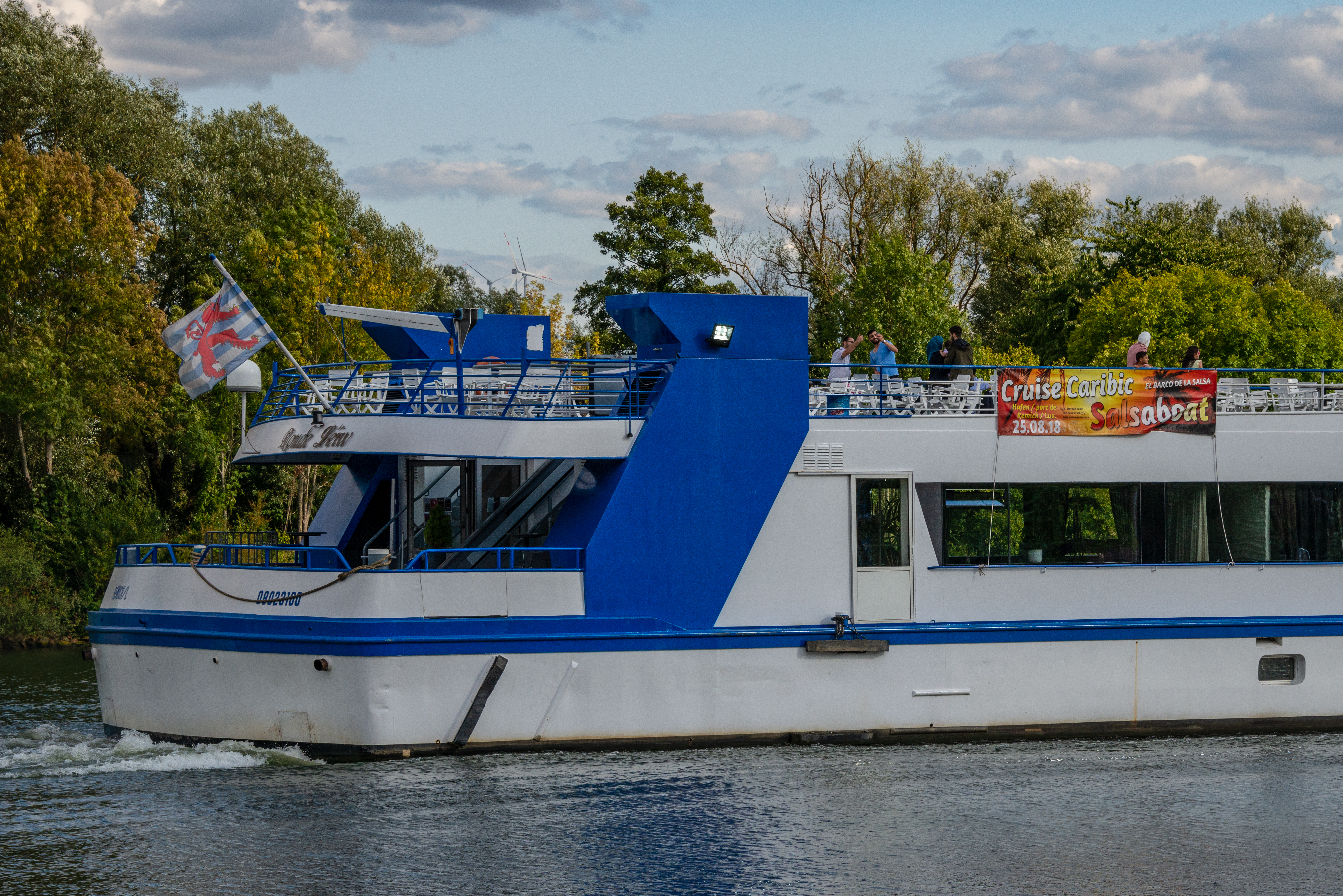
Roude Léiw usado como bandera naval
Roude Léiw como distintivo aeronáutico militar de Luxemburgo
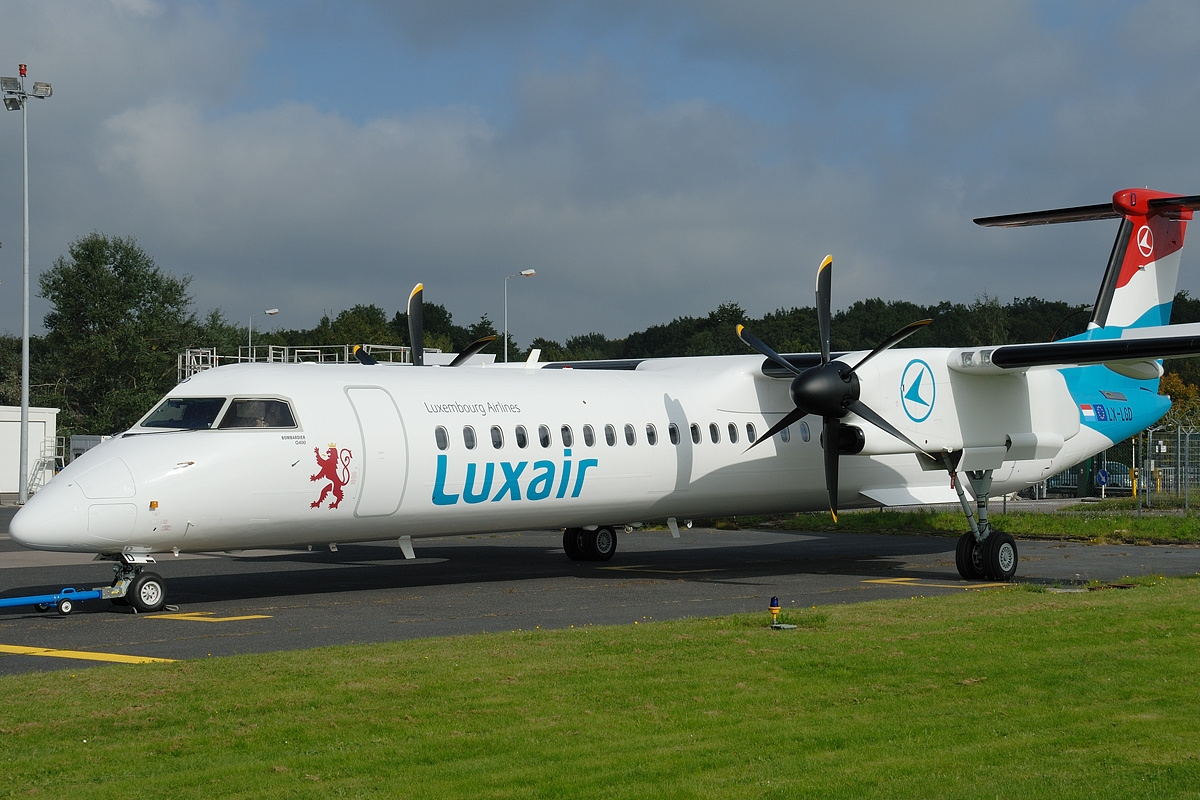
Roude Léiw como símbolo nacional en un avión de la aerolínea Luxair
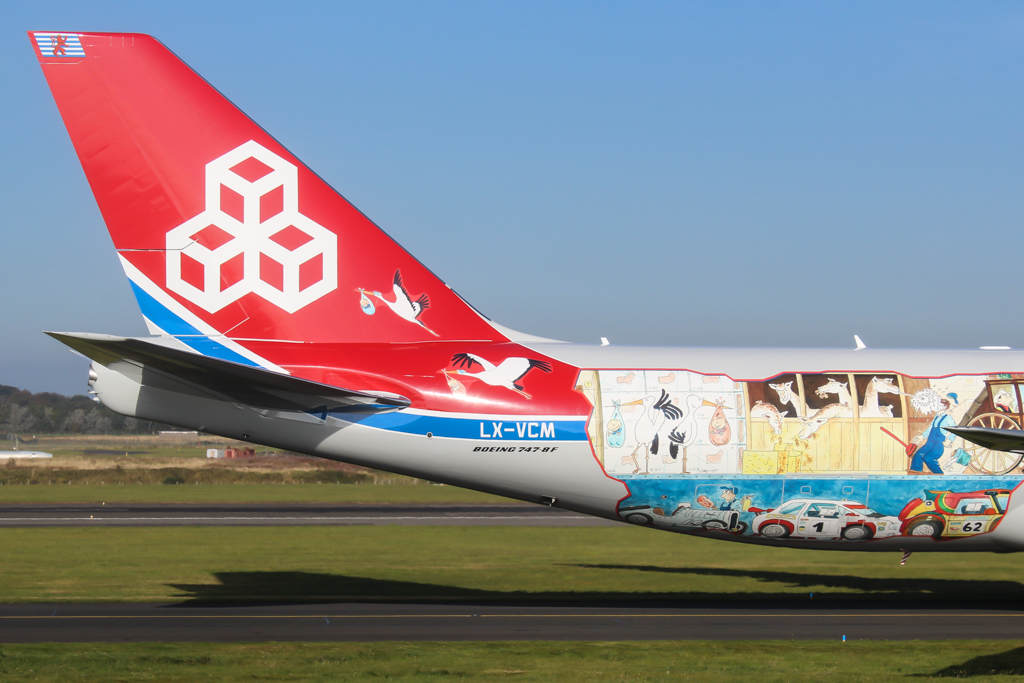
Roude Léiw en un avión de la aerolínea Cargolux
Ejemplo de un logotipo del gobierno de Luxemburgo con un león rojo